# Dianická Wicca
Dianická wicca (též Dianické čarodějnictví) je novopohanská náboženská tradice, odnož wiccy, zaměřená na uctívání Bohyně. Za její zakladatelku je považována Zsuzsanna Budapest. Tradice je praktikovaná ve skupinkách žen. 

## Principy tradice
Dianická wicca je obvykle orientovaná pouze na uctívání Bohyně s poukázáním na to, že ona je zdrojem všeho života a vše s ní souvisí. Patří do skupiny náboženských tradic orientovaných na Zemi. Základními kameny tradice je tzv. Pět mystérií krve - zrození, menstruace, porod dítěte, přechod a smrt.

## Historie
Dianické čarodějnictví navazuje na rodinnou čarodějnickou a léčitelskou tradici její zakladatelky Zsuzsanny E. Budapest, která se stala zakladatelkou tohoto hnutí po vydání své knihy The Holy Book of Women's Mysteries (1973).

## Rozdíly mezi Dianickou wiccou a ostatními wiccanskými tradicemi
Stejně jako ostatní wiccané, i dianičky se sdružují v covenech a slaví osm hlavních svátků na Kole roku, úplňky a přechodové rituály. Jsou používány i podobné rituální pomůcky a struktura samotných rituálů.
Hlavním rozdílem je, že Dianické rituály jsou vyhrazeny pouze ženám (byť existují i Dianické workshopy připouštějící účast obou pohlaví) a namísto obvyklé duality (mužský a ženský princip, Bůh a Bohyně) je uctívána pouze Bohyně. Dianické sezónní rituály nejsou založeny na cyklu plodnosti (narození syna, jeho dospívání, následné spojení s bohyní a posléze smrt a znovuzrození), ale na životních cyklech ženy - zrození, smrti a znovuzrození.